# Кавакамі (Нара)
Кавакамі (яп. 川上村, かわかみむら, кавакамі мура ) — село в Японії, у східній частині префектури Нара.